# Locked Out of Heaven
Singles de Bruno Mars
Count on Me
(2011) When I Was Your Man
(2013)
Pistes de Unorthodox Jukebox
Young Girls
(2)
Locked Out of Heaven est une chanson de reggae rock de l'artiste américain Bruno Mars sortie le 1er octobre 2012 en format numérique. Le single sort sous les labels Atlantic et Elektra.
1er extrait de son second album studio Unorthodox Jukebox (2012), la chanson est écrite par Mark Ronson, Jeff Bhasker, Emile Haynie, Bruno Mars, Philip Lawrence et Ari Levine. Unorthodox Jukebox est produit par Mark Ronson, Jeff Bhasker, Emile Haynie et par l'équipe américaine The Smeezingtons.

## Clip
Le clip est réalisé par Cameron Duddy et Bruno Mars. Il est publié le 15 octobre 2012. L'image est dégradée pour simuler les défauts de lecture d'une cassette VHS.

## Style
Le mélange rock et reggae de la chanson fait référence au style créé par le groupe The Police. Certains accords et riffs sont d'ailleurs similaires à ceux de la chanson Can't Stand Losing You composée par Sting.

## Listes des titres
| 1. | Locked Out of Heaven | 3:53 |

| 1. | Locked Out of Heaven (Cazzette's Answering Machine Mix) | 3:30 |
| 2. | Locked Out of Heaven (Sultan & Ned Shepherd Remix)      | 3:59 |
| 3. | Locked Out of Heaven (The M Machine Remix)              | 4:02 |
| 4. | Locked Out of Heaven (Paul Oakenfold Remix)             | 5:17 |

## Classements et certifications

### Classements hebdomadaire
| Classements (2012)                      | Meilleure position |
| --------------------------------------- | ------------------ |
| Allemagne (Media Control AG)            | 7                  |
| Australie (ARIA)                        | 4                  |
| Autriche (Ö3 Austria Top 40)            | 5                  |
| Belgique (Flandre Ultratop 50 Singles)  | 4                  |
| Belgique (Wallonie Ultratop 50 Singles) | 3                  |
| Canada (Hot 100)                        | 1                  |
| Chili (single top 20)                   | 1                  |
| Corée du Sud (Gaon International)       | 3                  |
| Croatie (top 100 airplay)               | 1                  |
| Danemark (Tracklisten)                  | 2                  |
| Écosse (OCC)                            | 2                  |
| Espagne (PROMUSICAE)                    | 3                  |
| États-Unis (Hot 100)                    | 1                  |
| États-Unis (Pop Airplay)                | 1                  |
| États-Unis (Adult Pop Songs)            | 2                  |
| France (SNEP)                           | 4                  |
| Grèce                                   | 2                  |
| Hongrie (Rádiós Top 40)                 | 1                  |
| Hongrie (Single Top 40)                 | 8                  |
| Irlande (IRMA)                          | 4                  |
| Israël (Media Forest)                   | 3                  |
| Italie (FIMI)                           | 4                  |
| Japon (Japan Hot 100)                   | 10                 |
| Liban (Lebanese Top 20)                 | 1                  |
| Mexique (Billboard)                     | 1                  |
| Pays-Bas (Nederlandse Top 40)           | 4                  |
| Nouvelle-Zélande (RMNZ)                 | 4                  |
| Tchéquie (IFPI Rádio)                   | 5                  |
| Royaume-Uni (UK Singles Chart)          | 2                  |
| Slovaquie (IFPI Rádio)                  | 1                  |
| Suisse (Schweizer Hitparade)            | 8                  |
| Venezuela (Record Report Top 100)       | 63                 |
| Venezuela (Record Report Pop Rock)      | 1                  |

### Classements annuels
| Classements (2012)                            | Position |
| --------------------------------------------- | -------- |
| Belgique (Wallonie)                           | 73       |
| Royaume-Uni Singles (Official Charts Company) | 33       |

### Certifications
| Pays             | Organisme    | Certification | Ventes     |
| ---------------- | ------------ | ------------- | ---------- |
| Allemagne        | BVMI         | Or            | 150 000    |
| Australie        | (ARIA)       | 5 × Platine   | 350 000    |
| Autriche         | IFPI         | Or            | 15 000     |
| Canada           | Music Canada | 4 × Platine   | 320 000    |
| Danemark         | (IFPI)       | 2 × Platine   | 60 000     |
| Espagne          | (Promusicae) | Or            | 20 000     |
| États-Unis       | RIAA         | 10 × Platine  | 10 000 000 |
| France           | SNEP         | Platine       | 200 000    |
| Italie           | FIMI         | 2 × Platine   | 60 000     |
| Nouvelle-Zélande | RIANZ        | 2 × Platine   | 30 000     |
| Royaume-Uni      | BPI          | Platine       | 600 000    |
| Suède            | GLF          | Platine       | 40 000     |
| Suisse           | IFPI         | Platine       | 30 000     |
| Belgique         | Ultratop     | Platine       | 30 000     |

## Historique de sortie
| Pays        | Date             | Format                                   | Label                  |
| ----------- | ---------------- | ---------------------------------------- | ---------------------- |
| États-Unis  | 1er octobre 2012 | Mainstream radio, Téléchargement digital | Elektra, Atlantic, WMG |
| Royaume-Uni | 11 novembre 2012 | Téléchargement digital                   | Elektra, Atlantic, WMG |
| Allemagne   | 3 octobre 2012   | Téléchargement digital                   | Elektra, Atlantic, WMG |
| Japon       | 21 novembre 2012 | CD single                                | Elektra, Atlantic, WMG |